# Nord Park
Nord Park – kompleks budynków biurowych oraz apartamentowca w Lublinie. Inna nazwa to North Office. Budynek ma wysokość 55 metrów oraz 17 kondygnacji (3 podziemne). Jest jednym z kompleksów należących do Centrum Zana. Położony jest przy ul. Szeligowskiego w dzielnicy Czechów Południowy.

## Historia
Budowa kompleksu rozpoczęła się w lipcu 2011 roku, a została zakończona w II kwartale 2014 r. Projekt obiektu powstał w pracowni Wolski Architekci, a jest projektem firmy Centrum Zana. 

## Budynki
Kompleks składa się z 3 budynków biurowych oraz apartamentowca.

### Budynek A
Jest to apartamentowiec o wysokości do dachu 40 m oraz 14 kondygnacjach naziemnych. Parking podziemny jest wspólny dla całego kompleksu. W budynku znajdują się 93 lokale mieszkalne o powierzchni od 37 do 135 m². Dla mieszkańców dostępne są cichobieżne windy, a mieszkania wyposażone są w tarasy. W budynku są także komórki gospodarcze.

### Budynki B, C i D
Nord Office Park. Jest to kompleks 3 biurowców o powierzchni klasy A. Każdy budynek ma 7 kondygnacji naziemnych i połączone są wspólnym układem komunikacyjnym. Powierzchnia najmu biurowego wynosi ponad 13.000 m². Biurowiec posiada recepcję z całodobową ochroną, klimatyzację, agregat prądotwórczy oraz łącze światłowodowe i 6 wind.

### Otoczenie
W odległości pieszej (do 1 km) od budynku znajdują się:
- zespół mieszkalny Nowy Przylądek
- Hotel Hampton by Hilton
- Centrum Czechowska

Do budynku można dostać się także autobusami komunikacji miejskiej.